# Двинских, Светлана Александровна
Светла́на Алекса́ндровна Двински́х (родилась 17 января 1948 года, г. Болехов Станиславской области Украины) — советский, российский учёный, географ, гидролог, профессор, доктор географических наук, заведующая кафедрой гидрологии и охраны водных ресурсов Пермского университета (с 1997 до 2017). Лидер научного направления «Изучение гидрологии водохранилищ и охрана водных ресурсов».

## Биография
В 1971 году с отличием окончила географический факультет Пермского университета по специальности «инженер-гидролог». В 1975 году получила учёную степень кандидата географических наук (диссертация «Ветровое волнение в условиях водохранилищ : на примере Камского водохранилища»). В 1996 году в Москве защитила докторскую диссертацию на тему «Геоэкологический регионально-прикладной анализ: основные положения и опыт применения в Пермской области», в 1997 получила степень доктора географических наук.
С 1980 год по 1997 год являлась старшим научным сотрудником Лаборатории комплексных исследований водохранилищ ЕНИ при Пермском университете. В 1985 году переходит на кафедру физической географии Пермского университета, где впоследствии становится доцентом.
С 1997 года С. А. Двинских — профессор кафедры физической географии и ландшафтной экологии Пермского государственного университета. С сентября 1997 по 2017 являлась заведующей кафедрой гидрологии и охраны водных ресурсов Пермского университета.
С 1997 года по 2008 год С. А. Двинских была инициатором и руководителем Всероссийской научно-практической конференции студентов и молодых учёных «Экология: проблемы, пути решения». Под её руководством в 2005 году, 2007 году, 2009 году и 2011 году были проведены Всероссийская и три Международных конференции «Современные проблемы водохранилищ и их водосборов».
С 2007 по 2009 год С. А. Двинских участвовала в международном проекте «Реки Европы». С 2008 года является членом редакционного совета международного журнала «International Journal of Hydrological Research».
С. А. Двинских — лидер научного направления «Изучение гидрологии водохранилищ и охрана водных ресурсов». Кроме того, она:
- член диссертационных советов по защите кандидатских и докторских диссертаций по специальностям «Геоэкология» и «Гидрология суши, водные ресурсы, гидрохимия» при Пермском государственном национальном исследовательском университете.
- член НТС Управления по охране окружающей среды Пермского края и Камского бассейнового водного управления.
- член общественного совета при Региональном центре международных программ и президиума Пермского отделения Всероссийского общества охраны природы.[5] ПГНИУ.

## Руководство научными проектами
1. Грант Российского фонда фундаментальных исследований «Теоретические основы комплексного исследования участков водохранилищ, испытывающих значительную техногенную нагрузку», (2007)
2. Грант Российского фонда фундаментальных исследований «Разработка научно-методического обеспечения безопасности водоисточников и системы водообеспечения крупных городов», (2007)
3. Грант Российского фонда фундаментальных исследований «Теоретическое обоснование рационального использования месторождений песчано-гравийной смеси с учетом современного состояния водных экосистем (на примере Пермского края)», (2008)

## Избранные работы
Общее число публикаций: научные статьи — 410, монографии — 10.
- Китаев А. Б., Носков В. М., Двинских С. А. Оценка теплового и химического загрязнения в приплотинной части Камского водохранилища // Геология, география и глобальная энергия. Астрахань: Изд. дом «Астраханский университет», 2008. № 1(28). С.119-122.
- Двинских С. А., Китаев А. Б., Зуева Т. В., Щукова И. В. Водные объекты и их роль в формировании экологической обстановки города Перми: учеб. пособие. Изд. 2-е, доп. и перераб. / Перм. ун-т. Пермь, 2008.175 с.
- Двинских С. А., Китаев А. Б. Гидрология камских водохранилищ: монография / Перм. ун-т. Пермь, 2008. 266 с.
- Kitaev A. B., Dvinskih S. A. Hydrological risk on Kama water basins as consequence of chemical pollution // European Journal of Natural History. 2008. N4. P.106-108.
- Двинских С. А., Китаев А. Б., Мацкевич И. К. Гидродинамический режим приплотинной части Камского водохранилища (в многолетнем аспекте и по материалам современных исследований) // Геогр. вестн. / Перм. ун-т. Пермь, 2008. № 1(7). С.98-116.
- Двинских С. А., Китаев А. Б. Некоторые исследования водохранилищ как новых объектов гидросферы // Вопросы географии Сибири. Томск, 2009. С. 59-61.
- Двинских С. А., Китаев А. Б. Проблемы водоснабжения Перми // Экология и развитие общества. СПб., 2008. С. 20-25.
- Алексевнина М. С.,Бакланов М. А., Двинских С. А., Зиновьев Е. А., Китаев А. Б., Носков В. М., Преснова Е. В. Volga River Basin / Rivers of Europe. London, 2009. P. 23-58.
- Двинских С. А., Ларченко О. В., Оськина М. А. РАЗРАБОТКА СИСТЕМЫ ЭКОЛОГИЧЕСКИХ ИНДИКАТОРОВ, ОТРАЖАЮЩИХ ВОДОХОЗЯЙСТВЕННЫЕ АСПЕКТЫ ПРЕДПРИЯТИЯ В СВЕТЕ УСТОЙЧИВОГО РАЗВИТИЯ. Теоретическая и прикладная экология. 2023. № 1. С. 140—147.адная экология. 2023. № 1. С. 140—147.
- Двинских С. А., Ларченко О. В., Оськина М. А. Управление водными ресурсами — обязательный механизм использования водных ресурсов для целей устойчивого развития // Водные и экологические проблемы Сибири и Центральной Азии. Материалы IV Всероссийской научной конференции с международным участием. В 3-х томах. Барнаул, 2022. С. 46-50.
- Зиновьев А. Т., Кошелев К. Б., Двинских С. А. Моделирование нефтяного загрязнения крупного равнинного водохранилища. Известия Алтайского отделения Русского географического общества. 2022. № 4 (67). С. 14-35.
- Минкина А. В., Двинских С. А., Зуева Т. В. Подход к разработке интегрального индекса экологического благополучия территории // Теоретическая и прикладная экология. 2022. № 3. С. 235—240.

## Награды и премии
- Почётное звание "Заслуженный работник высшей школы РФ", (2008)
- Академик МАНЭБ[6], (2009)
- Почётное звание «Человек года» по Пермскому краю, (2000)
- Орден «Серебряный крест» Всероссийского общества охраны природы[7]
- Медаль им. Н. К. Рериха «За заслуги в области экологии» Всероссийского общества охраны природы[7]
- Почётные грамоты Министерства образования и науки Российской Федерации, Пермского государственного университета и администрации Пермского края[8].